# Kameni štandarac u Nerežišćima
Kameni štandarac s grbom i reljefom lava  nalaze se u Nerežišćima na Braču.

## Opis
Na sjeverozapadnom uglu trga pred školom smješten je kameni štandarac za zastavu s krilatim lavom sv. Marka i godinom 1589. Na trgu je bila kneževa palača s ložom i gradskim satom te su neki natpisi i insignije mletačke vlasti ugrađeni u današnji potporni zid pred školom. Sa strana su dva grba mletačkih knezova iz obitelji Morosini iz 1530. i 1545. i plitki reljef lava. Veliki reljef lava sv. Marka s natpisom iz 1545., koji opominje ljude da se ne parniče, izvorno uzidan na gradskoj loži, nakon restauracije je smješten u zgradi Hrvatskog doma u Nerežišću.

## Zaštita
Pod oznakom Z-2975 zaveden je kao nepokretno kulturno dobro - pojedinačno, pravna statusa zaštićena kulturnog dobra, klasificirano kao "javne građevine".

## Vanjske poveznice
|  | Zajednički poslužitelj ima još gradiva o temi Kameni štandarac u Nerežišćima |